# Made to Measure (musikalbum)
Made to Measure är ett musikalbum av Sherlock utgivet 1997.
Medlemmarna bestod av: Thomas Rusiak, Andrè "Pee Wee" Möllerfors, Speedknock & "Seb Roc" Woolgar. Infrared var tidigare med i gruppen men lämnade kort innan det klassiska albumet "Made To Measure". In kom istället Thomas Rusiak och tog över fjärdeplatsen då Infra Red valde att satsa på reggaekarriären tillsammans med Stakka Bo.

## Låtlista
| Nr | Låt Titel              | Artist/er                       | Producent/er  |
| -- | ---------------------- | ------------------------------- | ------------- |
| 1  | "Intro"                | Sherlock                        | Seb Roc       |
| 2  | "Natural Bond"         | Sherlock                        | Seb Roc       |
| 3  | "Bleeding Facts"       | Sherlock                        | Seb Roc       |
| 4  | "Swamps Of Corruption" | Sherlock & Clark Gilliam        | Seb Roc       |
| 5  | "Hopes Of Spring"      | Sherlock & Arnthor              | Seb Roc       |
| 6  | "You’re Supreme"       | Sherlock                        | Thomas Rusiak |
| 7  | "Beautiful Ways"       | Sherlock                        | Collén & Webb |
| 8  | "These Days"           | Sherlock                        | Seb Roc       |
| 9  | "Made To Measure"      | Sherlock & Bigg Knoah, Infrared | Seb Roc       |
| 10 | "Vipers"               | Sherlock                        | Seb Roc       |
| 11 | "Aisle Of Illusions"   | Sherlock                        | Seb Roc       |
| 12 | "Shortcuts"            | Sherlock                        | Seb Roc       |
| 13 | "Universal Soldiers"   | Sherlock                        | Thomas Rusiak |
| 14 | "Color Tales"          | Sherlock                        | Seb Roc       |
| 15 | "Resume (Outro)"       | Sherlock                        | Thomas Rusiak |